# Alerta roja (canción)
«Alerta Roja» es un sencillo del cantante Portorriqueño Daddy Yankee lanzado en febrero de 2016. Es un sencillo promocional junto a con 17 artistas más, llamados "El Ejército";  compuesto por Zion, J Balvin, Arcángel, De La Ghetto, Nicky Jam, Kafu Banton, Brytiago, Alexio la Bestia, Farruko, El Micha, Cosculluela,  Secreto, Mozart La Para, y los dúos Plan B y Gente de Zona. Este tema posiblemente sea parte del álbum de Daddy Yankee, King Daddy 2 (posteriormente llamado El Disco Duro).
Este tema batió varios récords, y se le considera la canción con más artistas de toda la historia del reguetón, ya que no es un remix ni un homenaje, superando a Zion & Lennox con Yo Tengo Una Gata (2009, 13 artistas), Eddie Dee con Los 12 Discípulos (2004, 12 artistas) y Luny Tunes con el Royal Rumble (2006, 10 artistas) y en todos estos temas ha participado Daddy Yankee.
La canción cuenta con 17 artistas de cinco países diferentes: Zion, Nicky Jam, Arcángel, De La Ghetto, Chencho Corleone y Maldy de Plan B, Farruko, Cosculluela, Brytiago y Alexio La Bruja representando a Puerto Rico, J Balvin representando a Colombia, Mozart La Para y Secreto representando a República Dominicana, El Micha & Gente de Zona representando a Cuba y finalmente a Kafu Banton representando a Panamá. El concepto de la canción era para incluir algunos de los más populares artistas urbanos latinos. El vídeo con la letra de la canción, dirigido por Pepe Quintana, superó los 25 millones de visitas. rompiendo récords en sus primeras semanas.

## Lanzamiento
El tema junto a su video fueron lanzados como single promocional en el cumpleaños de Daddy Yankee el 3 de febrero de 2016 como un regalo para sus fanes.

## Vídeo musical
El vídeo musical de este sencillo, fue subido el mismo día del estreno, el 3 de febrero. El material cuenta con la participación de los 17 artistas con la respectiva letra de su verso.
En el video se aprecia en el fondo las banderas naciones de los cantantes que cantan en ese momento.

## Controversia
Una polémica se desató en el género, tras excluir a los cantantes Osmani García y J Álvarez (Cuba y Puerto Rico, respectivamente) que fueron originalmente artistas invitados, pero sus versos no fueron incluidos en la canción.
J Álvarez declaró no saber por qué quedó fuera de la canción y manifestó su ira contra Daddy Yankee a través de sus redes sociales. Dos semanas más tarde, Álvarez dijo que no estaba al tanto del concepto de la canción. "Este tema está en veremos", expresó el cantante, ya que es muy complicado incluir en el disco con un tema tan extenso, si puede quedar como bonus track digital.